# Drei-Villen-Gruppe Comeniusstraße 61–65

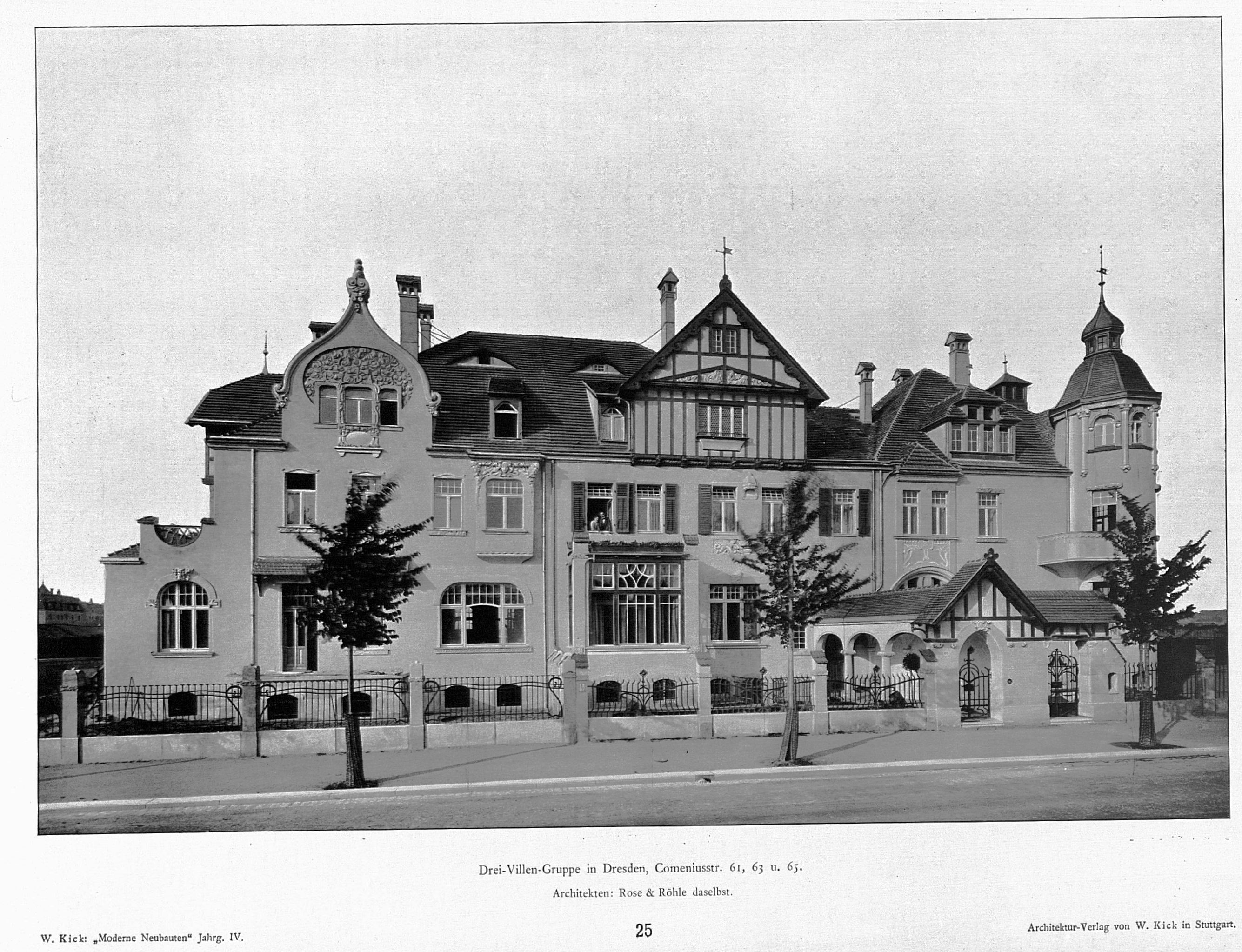
Drei-Villen-Gruppe Comeniusstraße 61–65

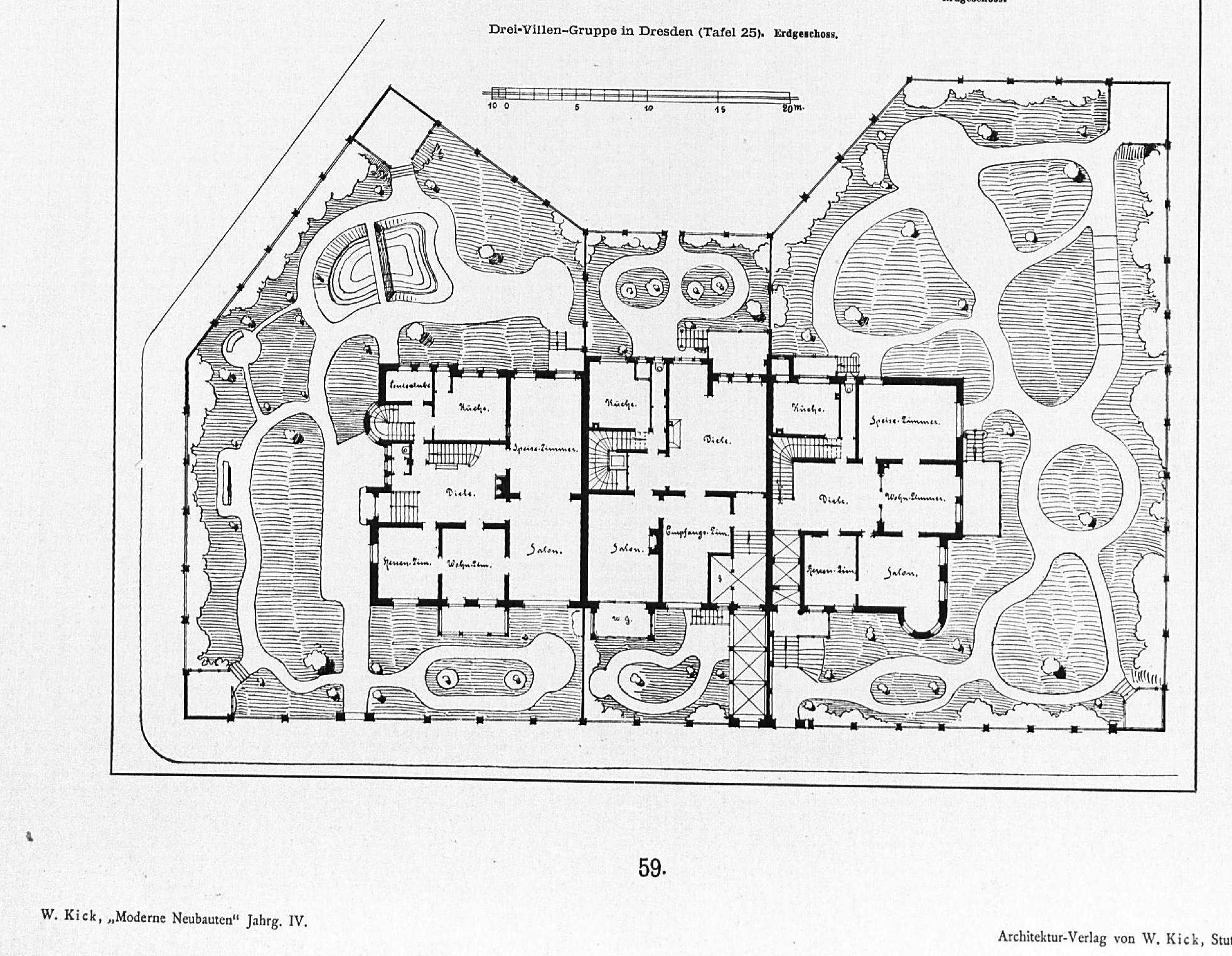
Grundriss mit Garten

Die Drei-Villen-Gruppe Comeniusstraße 61–65 im Dresdner Stadtteil Striesen bestand aus drei Wohnhäusern, die von Oktober 1899 bis August 1900 nach Entwürfen des Dresdner Architekturbüros Rose & Röhle erbaut wurden. Sie wurden bei der Bombardierung Dresdens 1945 zerstört.
Im linken Haus Comeniusstraße 61 wohnte ab 1937 Martin Hammitzsch. Im mittleren Haus Comeniusstraße 63 wohnte bis zu ihrem Tod 1931 die angesehene königlich sächsische Kammersängerin Marie Wittich mit ihrem Ehemann, dem vor ihr verstorbenen Stadtrat (a. D.) Dr. jur. Karl Faul.

## Beschreibung
Sie befanden sich in bevorzugter Lage in unmittelbarer Nähe des Großen Gartens und des Städtischen Ausstellungspalastes. Jede Villa enthielt eine Einfamilienwohnung mit einer durch zwei Geschosse reichende Diele. Die Gebäude ruhten auf einem 1,25 m hohen Sockelgeschoss. In dem so erhöhten Erdgeschoss waren die Wirtschafts- und Gesellschaftsräume zu finden. In den beiden Obergeschossen befanden sich das Schlaf-, Gäste-, Bade- und Mädchenzimmer. Die Fassaden waren glatt verputzt und in einem gelblichen Farbton gehalten. Sandstein wurde sparsam verwendet.
Der Treppenturm an der Villa I wurde mit einem grauen Anstrich versehen. Zahlreiche Bildhauerarbeiten in Sandstein oder Kalkmörtel des Dresdner Bildhauers Reinhold König schmückten die Fassade. Das in der Fassade sichtbare Holz war in einem graubraunen Ton gebeizt. Das Dach war steil und mit feuerroten Biberschwänzen eingedeckt. Das Intérieur der drei Villen war mit Tapeten, Öfen und Malereien reich ausgestattet.

## Kunstgeschichtliche Bedeutung
Der Gebäudekomplex gilt als ein „interessantes Beispiel“ für die „englische Sitte, mehrere Villen zu einer Baugruppe zusammenzufassen, um dadurch große Ruhepunkte in der bunten Reihe, der sich an den Straßen der Vorstädte und großstädtischen Vororte hinziehenden kleinen Landhäuser zu schaffen“. Jedes der Häuser erhielt seine „individuelle Physiognomie“. Trotz dieser „Mannigfaltigkeit in den Einzelheiten“ dominierte doch der Eindruck der Geschlossenheit. Dies war Resultat der aufeinander abgestimmten Farbstimmung.